# جائحة

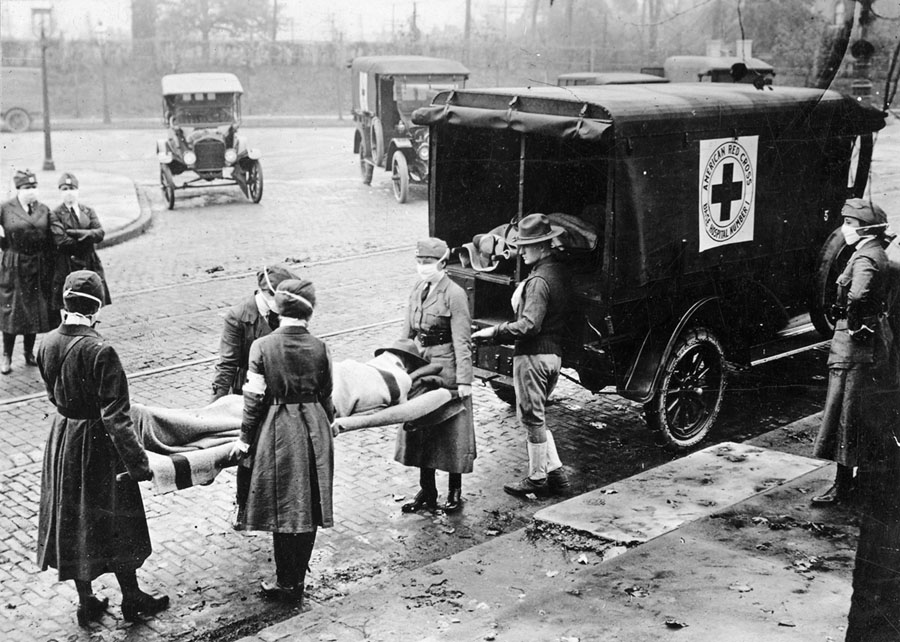
أسفرت جائحة إنفلونزا 1918 عن وفيات هائلة في جميع أنحاء العالم.

الجائحة (ج. جوائح) والوباء العام هو وباء ينتشر بين البشر في مساحة كبيرة مثل قارة مثلا أو قد تتسع لتضم كافة أرجاء العالم. ويسمى الانتشار الواسع لمرض بين الحيوانات جارفة. الوباء المستوطن واسع الانتشار المستقر من حيث معرفة عدد الأفراد الذين يمرضون بسببه لا يعتبر جائحة. وعليه يستبعد من جائحة الانفلونزا النزلات الموسمية المتكررة للبرد. ظهر عبر التاريخ العديد من الجوائح مثل الجدري والسُلّ. ويعتبر الطاعون الأسود أحد أكثر الجوائح تدميرًا؛ إذ قتل ما يزيد عن 20 مليون شخصًا في عام 1350م. ويشتهر من الجوائح الحديثة فيروس نقص المناعة المكتسبة والإنفلونزا الإسبانية وجائحة إنفلونزا الخنازير2009، وفيروس الإنفلونزا أ H1N1 وفيروس كورونا (SARS-CoV-2)، و فيروس كورونا (COVID 19)

## التعريف والمراحل
الجائحة هي وباء ينتشر على نطاق شديد الاتساع يتجاوز الحدود الدُوليَّة، مؤثرًا -كالمعتاد- على عدد كبير من الأفراد. قد تحدث الجوائح لتؤثر على البيئة والكائنات الزراعية من ماشية ومحاصيل زراعية والأسماك والأشجار وغير ذلك.
وقد قسمت منظمة الصحة العالمية دورة حدوث الجوائح من خلال تصنيف من ستة مراحل، ليصف العملية التي من خلالها ينتقل فيروس الإنفلونزا الجديد من كونه مرض أُصيب به أفراد قلة، إلى نقطة تحوله إلى جائحة. هذا يحدث مع فيروس يصاب به على الأغلب حيوانات، مع حالات قِلة لانتقال العدوى إلى الإنسان، يليها مرحلة انتقال المرض ما بين البشر من فرد إلى آخر مباشرة، ويتحول الأمر بالنهاية إلى جائحة مع انتشاره عالميًا وضعف القدرة على السيطرة عليه، حتى نتمكن من إيقافه. لا يُصنّف مرض ما على أنه جائحة بسبب انتشاره الواسع وقتله لكثير من الأفراد، وإنما لابد أن يكون مُعديًا ويمكن انتقاله من شخص لآخر. فمرض السرطان مثلا قد تسبب في وفاة الكثيرين حول العالم ولكنه ليس مُعديًا أو منقولاً بين الأفراد.
وقد عُقِد مؤتمرٍ صحفي افتراضي في مايو لعام 2009 م عن جائحة الإنفلونزا، وأشار فيه المدير العام المساعد للأمن الصحي والبيئة لمنظمة الصحة العالمية وقتئذ د. كيجي فوكو إلى أنه لتسهيل فكرة الجائحة... فمن الممكن القول بأنها اندلاع عالمي، ثم يسأل المرء نفسه ما هو الاندلاع العالمي؟ فهو انتقال المرض بكلا الطريقتين بالعدوى بصورة مباشرة من فرد لآخر، وبانتقال المرض من الشيء الملوث إلى الفرد دون إنتقاله من فرد لآخر، وأن نرى أنشطة وتغيرات المرض، وانتشار الفيروس.
نشرت منظمة الصحة العالمية مقالًا في الكتاب الارشادي التأهب للجوائح في عام 1999م ؛ لمواجهة جائحة محتملة للإنفلونزا، وتم تحديثه في عامي 2005 م، و2009 م، وفيه عرّفت المراحل والإجراءات المناسبة للتعامل مع كل مرحلة، وذلك في مذكرة مساعدة بعنوان «منظمة الصحة العالمية: وصف مراحل الجائحة والإجراءات التنفيذية الرئيسة لكل مرحلة». وفي النسخة المعدلة لعام 2009 م، وضعت التعريفات والمراحل بشكل أكثر تفصيلاً وتوضيحًا، وصدرت هذه النسخة في فبراير 2009 م. لم تُذكر جائحة فيروس انفلونزا أ H1N1 في المقال ولم تكن قد ظهرت بعد. كل نسخ المقال تتناول مرض الإنفلونزا. تضمنت النسخ القديمة تصنيف مراحله بحسب الانتشار ومدى شدة وضراوة المرض (حدة الجرثوم) ولا معدل الوفيات الناتجة عنه، ولكنها حُذِفت من المقال الأخير المحدّث.

## تصنيفات الجوائح
تقسم منظمة الصحة العالمية الجوائح إلى 6 مراحل هي باختصار:
- المرحلة الأولى: فيروس يصيب الحيوان لكنه لا يسبب عدوى للبشر.
- المرحلة الثانية: فيروس يصيب الحيوان أدى لعدوى بشرية.
- المرحلة الثالثة: أدى الفيروس إلى إصابة حالات متفرقة أو إلى إصابة جماعات صغيرة بالمرض، ولكن لا زال غير كافٍ لحدوث وباء في المجتمع المحلي.
- المرحلة الرابعة: خطر حدوث وباء بات قريباً إلا أنه غير مؤكد، أصبح المرض كافياً لحدوث وباء في المجتمع المحلي.
- المرحلة الخامسة: العدوى باتت منقولة من شخص إلى آخر وقد سببت لحدوث إصابات في بلدين مختلفين موجودين في إقليم واحد حسب توزيع الأقاليم المعتمد من منظمة الصحة العالمية.
- المرحلة السادسة: الوباء بات عالمياً وسجلت إصابات في إقليمين مختلفين اثنين على الأقل حسب توزيع الأقاليم المعتمد من منظمة الصحة العالمية.

## التدبير
تتمثل السيطرة على انتشار جائحة ما بخطتين استراتيجيتين أساسيتين: الإحاطة والتقييد.
يُجرى إحاطة المجتمع في المراحل المبكرة من انتشار الجائحة، ويهدف إلى تعقّب الأفراد المصابين وعزلهم ضمن المجتمع بهدف إيقاف انتقال المرض إلى باقي السكان. عندما يصبح من الجلي عدم القدرة على إحاطة انتشار المرض، يُنتقل إلى مرحلة التقييد، فتُتخذ الإجراءات لإبطاء انتشار المرض وكبح تأثيراته على نظام الرعاية الصحية والمجتمع. في الواقع، قد يُتخذ كلا التدبيرين (الإحاطة والتقييد) في الوقت ذاته للسيطرة على انتشار المرض.
يكمن التدبير المفتاحي بالسيطرة على انتشار المرض المعدي في محاولة تخفيض ذروة الجائحة أو قمتها في المنحنى، التدبير الذي يُعرف بتسطيح المنحنى. يساعد ذلك في إنقاص خطر استنزاف الخدمات الصحية أو إغراقها بالإضافة إلى توفير المزيد من الوقت حتى يتم تطوير لقاح وعلاج له. تشمل التداخلات غير الدوائية التي يمكن اتخاذها -بغاية تدبير انتشار المرض- التدابير الوقائية الشخصية مثل نظافة اليدين وارتداء الأقنعة والحجر الذاتي، والإجراءات المجتمعية من الإبعاد الاجتماعي مثل إغلاق المدراس وإيقاف الفعاليات التي تنطوي على التجمعات الكبيرة، ومشاركة المجتمع في تشجيع القبول والمشاركة في مثل هذه التداخلات، بالإضافة إلى الإجراءات البيئية مثل تنظيف الأسطح.

## الجوائح الحالية

### فيروس كورونا (COVID-19)
مرض فيروس كورونا 2019 (اختصارًا كوفيد-19)،(1) ويُعرف أيضًا باسم المرض التنفسي الحاد المرتبط بفيروس كورونا المستجد 2019،(2) هو مرضٌ تنفسي حيواني المنشأ، يُسببه فيروس كورونا المستجد 2019 (2019-nCoV). هذا الفيروس قريبٌ جدًا من فيروس سارس. اكتُشف لأول مرة خلال تفشي فيروس كورونا في ووهان 2019-20. تحدثُ عددٌ من الأعراض وتشمل الحمى، والسعال، وضيق النفس.
لا يوجد علاجٌ محدد متاحٌ للمرض حتى مايو 2020، مع تركيز الجهود على تخفيف الأعراض ودعم وظائف الجسم. وصل عدد الضحايا في العالم إلى أكثر من500000 في منتصف يوليو 2020 وأكثر من 12000000 إصابة.

### فيروس نقص المناعة البشرية المكتسبة والإيدز
نشأ فيروس نقص المناعة المكتسبة في أفريقيا وانتقل منها عبر هايتي إلى الولايات المتحدة الأمريكية في الفترة كما بين 1966- 1972 م. ويصنف الإيدز كجائحة ذات معدل انتقال عدوى بنسبة تصل إلى 25% في شمال وجنوب أفريقيا. وفي عام 2006 م، وصلت نسبة انتشاره بين النساء الحوامل في جنوب أفريقيا إلى 29.1%. وقد ساعد التعليم الفعال عن الممارسات الجنسية الآمنة، والتدريبات الوقائية ضد الأمراض المنقولة عن طريق الدم في خفض معدلات العدوى في عدة دول بأفريقيا ممن اهتممن ببرامج التعليم الوطني. وما تزال ترتفع معدلات العدوى (الإصابة) في أسيا والأمريكتين. ومن المحتمل وصول عدد ضحايا الإيدز إلى ما بين 90- 100 مليون شخصًا في أفريقيا بحلول عام 2025 م.

## الجوائح عبر التاريخ
سُجل عدد كبير من الجوائح خلال التاريخ البشري، منها أي مرض حيواني المنشأ بشكل عام ينتج عن استئناس (تدجين) الحيوانات مثل الإنفلوانزا والسُلّ (الدرن). وهناك العديد من الجوائح الجديرة بالاستفاضة عنها؛ لما سببته من تدمير «تام» للمدن، وترد على النحو كالتالي:
- طاعون أثينا: ظهر في الفترة من 430 إلى 426 قبل الميلاد. وأثناء الحرب البيلوبونيسية، قتلت حمى التيفوئيد ربع القوات العسكرية الأثينية، وربع سكانها خلال أربعة أعوام. وقد أضعفت هذه الجائحة قوى وسيطرة أثينا بشكل مُهلِك، ولكن حالت ضراوة المرض وسرعة إهلاكه للمصابين به دون انتشاره. فقد قتلت الأفراد على نحو سريع يسبق امكانية نقلهم للعدوى. ولم يكن معروفًا السبب الجذري وراء الطاعون لسنوات عدة. وفي عام 2006، حلل عدة باحثين من جامعة أثينا سن متعافٍ من مقبرة جماعية موجودة تحت المدينة، واستطاعوا معرفة البيكتريا المسببة لحمى التيفوئد.[16]
- الطاعون الأنطوني: ظهر في الفترة ما بين (165: 180) م، هو جُدريّ انتقل إلى شبه الجزيرة الإيطالية من خلال الجنود العائدين من الشرق الأدني، وتسبب في وفاة ربع المصابين به، وما يصل إلى خمسة ملايين في المجمل.[17] وفي اندلاعه الثاني، سُمي المرض ذاته بالطاعون القبرصي (215: 266) م، وروي عن تسببه في وفاة خمسة ألاف فرد في يومٍ واحد في روما.
- طاعون جستنيان: ظهر في الفترة ما بين (165: 180) م، وتم تسجيل أول اندلاع له باسم الطاعون الدملي، مندلعًا في مصر ومنتقلاً منها إلى القسطنطينية في الربيع التالي، وتسبب في ذروته في وفاة عشرة آلاف (10000) فردًا في اليوم، وربما 40% من سكان المدينة وذلك بحسب ما ذكره المؤرخ البيزنطي بروكوبيوس. فهذا الطاعون أنهى حياة ما بين ربع إلى نصف سكان العالم بأكمله، فقد اجتاح كل الأرجاء المعلومة في العالم.[18][19] وتسبب في انخفاض سكان أوروبا بنسبة 50% في الفترة ما بين 550: 700 م.[20]
- الطاعون الأسود: ظهر في الفترة ما بين 1330: 1353 م، وقُدِرَ عدد المتوفين بسببه حول العالم بحوالي 75 مليون فردًا.[21] وبعد 800 عام من الاندلاع الأول له، ظهر المرض مجددًا في أوروبا. انطلق المرض من آسيا ليصل لدول البحر المتوسط وغرب أوروبا في عام 1348م، ربما من خلال الجنود الايطاليين الهاربين من النزاع في شبه جزيرة القرم، وتسبب في وفاة ما يقدر بحوالي 20 إلى 30 مليون أوروبي في 6 سنوات،[22] بما يعادل ثلث سكانها، وبما يصل إلى نصف سكان المدن الحضرية الأكثر تأثرًا.[23] وكانت هذه الدورة الأولى لتفشي هذا الطاعون الأوروبي، والذي استمر حتى نهاية القرن الثامن عشر.[24] وقد تفشى ما يزيد عن مئة طاعون في أوروبا خلال هذه الفترة. وصار المرض يتكرر في إنجلترا بمعدل مرة كل سنتين أو ثلاث أو أربع أو خمس سنوات وذلك خلال الفترة من 1361م إلى 1480م.[25] ويعد طاعون لندن العظيم في عامي 1665، 1666م آخر اندلاعات هذا المرض في إنجلترا. وتسبب هذا المرض في وفاة حوالي مئة ألف فردًا، بما يمثل 20% من سكان لندن.[26]
- الوباء الثالث: بدأ في الصين عام 1855م، وانتقل إلى الهند مسببًا وفاة عشرة ملايين فرد.[27] وخلال تفشي المرض، عاصرته الولايات المتحدة الأمريكية في صورة طاعون سان فرانسيسكو 1900: 1904م.[28] واليوم، مازالت هناك حالات فردية لهذا الطاعون في غرب الولايات المتحدة.[29]
- الأنفلونزا الأسبانية أو ما يسمى بجائحة أنفلونزا 1918- 1920م، والتي أصيب بها 500 مليون فرد حول العالم[30]، بما في ذلك قاطني جزر المحيط الهادي، والمنطقة القطبية الشمالية، وتسببت في وفاة ما بين 50 إلى 100 مليون فردًا.[30][31] أغلب اندلاعات الإنفلونزا تقتل بشكل غير متناسب الشباب واليافعين من صغار السن، والمسنيين، مع نسب مرتفعة للنجاة للواقعين في الفئة بين هذه وتلك، ولكن الإنفلونزا الاسبانية تمركز أثرها في وفاة الشباب من صغار السن.[32] وقد تسببت هذه الإنفلونزا في وفاة أعداد تزيد عما أحدثه الأفراد خلال الحرب العالمية الأولى، وكانت حصيلة 25 أسبوع من الأنفلونزا أعداد وفيات كبيرة تتجاوز ما أحدثه الأيدز في أول 25 عامًا من ظهوره.[33][34] وتسببت تحركات القوات العسكرية وتغيير الثكنات خلال هذه الحرب في انتشار وتحور المرض بشكل أسرع، وضعُفت مناعة الجنود وصاروا أكثر عرضة للإصابة بالإنفلونزا لأسباب مثل الإجهاد وسوء التغذية والحروب الكيميائية.[35] كما أسهم تحسن نظم النقل في تسهيل نشر المسافرين من جنود وبحارة ومدنيين للمرض.[36]

تسببت المواجهات بين المسكتشفين الأوروبيين والسكان الأصليين في بقية أرجاء العالم في انتشار الجوائح المحلية ذات الآثار الخبيثة المُهلِكة، فقتل المرض نسبة من السكان الأصليين (غوانش) في جزر الكناري في القرن السادس عشر. وقد قتل الجدري نصف السكان الأصليين لجزيرة هيسبانيولا. ودمر الجدري المكسيك في العقد 1520: 1530 م، حيث أدى لوفاة 150000 فردًا في تينوتشتيتلان وحدها، بما في ذلك الإمبراطور، وبيرو في 1530: 1540م بمساعدة الغزاة الأوروبيين. وقد قتل الجدري ما يزيد عن مليوني من السكان المكسيكيين الأصليين في القرن السابع عشر. وفي عامي 1618- 1619 م، قضت الجدري على 90% من الأميركيين الأصليين بخليج ماساتشوستس. وخلال الفترة 1770- 1780م، أدى الجدري لوفاة 30% من الأمريكيين الأصليين في إقليم الشمال الغربي الهاديء. وقد أحدث في فترة جائحة الجدري في أمريكا الشمالية 1775- 1782م، وجائحة جدري السهول الكبرى 1837- 1838م دمارًا شاملاً، وتسبب في إجلاء السكان وهم هنود السهول. ويرى البعض أن وفاة ما يزيد عن 95 % من الشعوب الأصلية للأمريكتين في العالم الجديد يرجع إلى جوائح العالم القديم من جدري وحصبة وانفلونزا. وطورالأوروبيين بمرور القرون مناعتهم ضد هذه الأمراض، بينما لم يقدر السكان الأصليون على ذلك.
ودمر الجدري السكان الأصليون في أستراليا، وأهلك 50% من الاستراليين الأصليين في الأعوام الأولى من الاستعمار البريطاني. فقتل الكثير من سكان نيوزلاندا من الماوري. ويقدر عدد الوفيات خلال عامي 1848- 1849م بحوالي 40000 فردًا من أصل 150000 فردًا يمثلون سكان هاواي، وذلك نتاج أمراض الحصبة والسعال الديكي والانفلونزا. وقد قضت الأمراض المستحدثة وبالأخص الجدري على السكان الأصليين لـجزيرة القيامة.
وقد قتلت الحصبة أكثر من 40000 من سكان فيجي بما يوازي حوالي ثلث السكان، كما دمرت سكان أندامانيس. وانخفض عدد سكان إينو بشكل كبير في القرن التاسع عشر، ويرجع ذلك بشكل كبير إلى الأراض المعدية التي جلبها المستوطنون اليابانيون الذين تدفقوا على هوكايدو.
وقد خلص الباحثون إلى أن مرض الزهري انتقل من العالم الجديد إلى أوروبا نتيجة رحلات كولومبوس، حيث حمل الأوروبيون بكتريا الزهري المدارية غير المنقولة جنسيًا إلى أوطانهم حيثما تطورت البكتريا إلى أشكال أكثر فتكًا في ظل الظروف البيئية المختلفة. وكان هذا المرض أكثر شراسة مما هو عليه حاليًا، فقد مثّلَ القاتل الأكبر في أوروبا خلال عصر النهضة. وفي الفترة ما بين عامي 1602- 1796 م، أرسلت شركة الهند الشرقية الهولندية بعثة من مليون أوروبي للعمل في أسيا، وانتهي الحال بنجاة وعودة أقل من الثلث إلى أوروبا، فقد مات البقية بسبب الأمراض. فقد قتلت الأمراض من الجنود البريطانيين في أكثر مما قتلته الحرب.
نظمت إسبانيا بعثة ( بعثة بالميس) في بداية عام 1803م، ومهمتها نقل لقاح الجدري إلى مستعمرات أسبانيا، ونفذت فيها حملات تطعيم كبرى. كما صممت حكومة الولايات المتحدة برنامج تطعيم ضد الجدري للأمريكيين الأصليين وذلك في بداية عام 1832م. وبحلول القرن العشرين، أصبح القضاء على الأمراض أو تقليصها وتقليل أثرها في الدول المدارية من القضايا ذات الأولوية لكل القوى الاستعمارية.
اكتُشِفَت جائحة داء النوم في أفريقيا -أو ما سُمي بداء المثقبيات الأفريقي- بسبب الحملات المتنقلة التي فحصت بشكل ممنهج ملايين الأفراد المعرضين للإصابة بالمرض. وعليه، شهد العالم في القرن العشرين أكبر زيادة في السكان في تاريخ البشرية، بسبب انخفاض معدل الوفيات في الكثير من الدول لما حدث من تطورات طبية. وزاد عدد سكان العالم من 1.6 مليار إلى 1900 مليار، أي بزيادة 7 مليارات حتى الآن.
انتشرت الكوليرا في القرن التاسع عشر، وتسببت في مقتل عشرات الملايين من الأفراد.
- جائحة الكوليرا الأولى (1817-1824) مː انحصر في شبه القارة الهندية في البداية، حيث بدأ في البنغال، وانتقل منها إلى الهند في عام 1820م، فتوفي على إثرها عشرة آلاف جندي بريطاني وعدد غير معروف من الهنود.[56] وامتدت بعدها إلى الصين، وأندونيسيا (حيثما استسلم ما يزيد على مئة ألف فرد ليموتوا في جزيرة جاوة)، ثم امتدت إلى بحر قزوين قبل أن تنحسر. تجاوز عدد الوفيات في شبه القارة الهندية 15 مليون فردًا خلال الفترة (1817- 1860) م. وأدّت أيضًا إلى وفاة 23 مليون فرد آخرين خلال الفترة 1865- 1917 م، وتجاوز عدد القتلى بسببها في روسيا مليوني فرد خلال الفترة ذاتها.[57]
- جائحة الكوليرا الثانية (1863- 1875) مː وصلت روسيا (أعمال الشغب بسبب الكوليرا)، وهنغاريا (ما يقارب 100 ألف قتيل)، وألمانيا في عام 1831م، ولندن في عام 1832م (مايزيد عن 55 ألف حالة وفاة في المملكة المتحدة)،[58] ثم فرنسا، وكندا (أونتاريو)، والولايات المتحدة الأمريكية (نيويورك) في العام ذاته،[59] وساحل المحيط الهادي في أمريكا الشمالية في عام 1834م. ويعتقد أن ما يزيد عن 150 ألف أمريكي قد توفوا بسبب الكوليرا خلال الفترة 1832- 1849م.[57]
- جائحة الكوليرا الثالثة (1846- 1860) م ː أتسببت في مقتل ما يزيد على مليون فردًا في روسيا. وقد اندلعت في أول عامين لها في إنجلترا وويلز لتحصد أرواح 52000 فردٍ.[60] وتسبّبت في إسبانيا في حصيلة وفيات بأكثر 236 ألف فردٍ خلال عامي 1854- 1855 م.[61] وأودت بحياة مئتي ألف فردٍ في المكسيك.[62]
- جائحة الكوليرا الرابعة (1863- 1875) م ː انتشرت في أوروبا وأفريقيا. وتوفي على إثرها على الأقل ثلاثين ألف فردٍ من أصل تسعين ألف من الحُجَاجِ في مكة. وحصدت أرواح 90,000 فردٍ في روسيا في عام 1866م.[63]
- اندلعت في عام 1866م في أمريكا الشمالية موديةً بحياة 50 ألف أمريكي.[57]
- جائحة الكوليرا الخامسة (1881- 1896) مː أودت بحياة 250 ألف شخص في أوروبا وعلى الأقل 50 ألف فرد من الأمريكتين، وذلك خلال عامي 1883- 1887م، وحصدت أرواح 267,890 فردًا في روسيا في عام 1892م،[23] و120,000 فردٍ في أسبانيا،[64] و90,000 فردٍ في اليابان، و60,000 فردٍ في إيران.
- في عام 1892م، لوّثت الكوليرا إمدادات المياة في هامبورج، وأدت لمقتل 8,806 أفراد.[65]
- جائحة الكوليرا السادسة (1899- 1923) مː كان لها تأثير ضعيف على أوروبا بسبب التطورات الطبية، بينما تأثرت روسيا بها بشدة فتسبّبت في مقتل 500,000 فرد في الربع الأول من القرن العشرين.[66] وقتلت هذه الجائحة ما يزيد على 800,000 فردٍ في الهند. وقد حصدت أرواح ما يزيد عن 200,000 فرد في الفلبين ما بين عامي 1902-1904 م.[67]
- جائحة الكوليرا السابعة (1961-1975) مː بدأت في أندونيسيا، وسميت بـكوليرا الطور بعد تطوّر النمط الحيوي المسؤول عن الجائحة، ووصلت بنغلاديش في عام 1963م، والهند في عام 1964م، والاتحاد السوفيتي في عام 1966م. وقد وصلت بعدئذ إلى أفريقيا، وجنوب أفريقيا، ووسط أفريقيا.

### فيروس الأنفلونزا
منذ أول جائحة تم رصدها للإنفلونزا عام 1580 وجوائح الإنفلونزا تحصل بشكل دوري كل 10 إلى 30 سنة. تم تسجيل العديد من الجوائح لفيروس الإنفلونزا منها في الأعوام 1729-1730 و1732-1733 و1781-1782 و1830 و1833-1834 و1847-1848. وما يلي أشهر جوائح الإنفلونزا:
- الإنفلونزا الإسبانية انتشرت بعد الحرب العالمية الأولى بين عامي 1918 و1919 مخلفة حسب التقديرات الأولية ما بين 40-50 مليون وفاة،[69] بينما التقديرات الحالية ترفع هذا العدد إلى 50-100 مليون في جميع قارات العالم.[70]
- إنفلونزا آسيا سببها فيروس H2N2 الذي بدأ انتشاره في الصين بين عامي 1956 - 1958. انتشر الوباء إلى سنغفورة في فبراير وهونغ كونغ في أبريل من عام 1957. وفي يونيو من نفس العام وصل الفيروس الولايات المتحدة وسبب بوفاة حوالي 70 ألف شخص هناك.[71][72] كما سبب الفيروس بوفاة ما بين مليون إلى 4 ملايين شخص حول العالم. وتم حد انتشار الوباء نتيجة تطوير لقاح فعال ضده في عام 1957.
- إنفلونزا هونغ كونغ هي وباء لفيروس الإنفلونزا H3N2 انتشر بين عامين 1968 و1969 أدى إلى وفاة ما يقارب مليون شخص.[73][74][75] أصيب بالعدوى 15% من سكان هونغ كونغ (500 ألف شخص) لكن نسبة الوفاة كانت قليلة نسبياً.[76] وتوفى ما يقارب 33800 شخص في الولايات المتحدة. ونتيجة لقلة الوفيات تعتبر إنفلونزا هونغ كونغ أقل أوبئة الإنلفونزا خطورة على الحياة.[77]

### فيروس الأنفلونزا من نوع H5N1
فيروس انفلونزا الخنازير H5N1 مزيج غير مسبوق من فيروسات إنفلونزا الخنازير والطيور والبشر.

### حمى التيفوس
حمى التيفوس المسماة أيضًا بحمى المعسكرات، بسبب ارتباط ظهورها بأوقات النزاعات، وتسمى أيضًا بحمى السجون، وحمى السفن؛ لظهورها عادة في الأماكن الضيقة كغرف الاحتجاز بالسجون وغرف السفن. وظهرت أثناء الحروب الصليبية مُحدثةً أثرها الأول في أوروبا وتحديدًا في إسبانيا في عام 1489م. وكان نتاج القتال بين المسيحيين الإسبان ومسلمي غرناطة، أن تكبد الإسبان خسائر تتمثل في 3,000 قتيل كضحايا للحرب، و20,000 قتيلٍ كضحايا للحمى.
في عام 1528، خسر الفرنسيون 18,000 من قواتهم في إيطاليا، وخسروا السيادة في إيطاليا لصالح الإسبانيين. في عام 1542، توفي 30,000 جندي جراء إصابتهم بالتيفوس بينما كانوا يحاربون العثمانيين في شبه جزيرة البلقان.
خلال حرب الثلاثين عامًا (1618-1648)، قُتل ما يقارب 8 ملايين ألماني بالطاعون الدبلي والتيفوس. ولعب المرض دورًا كبيرًا في دمار جيش نابليون الكبير في روسيا عام 1812. خلال الانسحاب من موسكو، وبلغ عدد الوفيات من أفراد الجيش الفرنسي إثر إصابتهم بالتيفوس أكثر ممن قتلوا على أيدي الروس. عاد إلى الوطن من بين الـ 450,000 جندي الذين عبروا نهر النيمان في 25 يونيو عام 1812، ما يقل عن 40,000 فرد. ومات عدد من أفراد القوات العسكرية إثر الإصابة بالتيفوس يفوق ضحايا العمل العسكري ما بين عامي 1500 و1914. في مطلع عام 1813، شكل نابليون جيشًا جديدًا مؤلف من 500,000 فرد لاستبدال خسائره في روسيا. في الحملة المقامة بذلك العام، توفي ما يقارب 219,000 جندي من جيش نابليون على إثر الإصابة بالتيفوس. شكل التيفوس عاملًا مهمًا في مجاعة أيرلندا الكبرى.
خلال الحرب العالمية الأولى، قتلت جائحة التيفوس ما يقارب 150,000 فردًا في صربيا. كان هناك ما يقارب 25 مليون إصابة و3 ملايين وفية بسبب التيفوس الوبائي في روسيا بين عامي 1918 و1922. وأدت الإصابة بالتيفوس إلى موت عدد كبير من السجناء في معسكرات الاعتقال النازية والسجناء السوفييتيين في معتقلات الحرب خلال الحرب العالمية الثانية. توفي ما يزيد عن 3.5 مليون سجين حرب سوفييتي من أصل 5.7 مليون في ظل الحجز النازي القضائي.

### الجدري

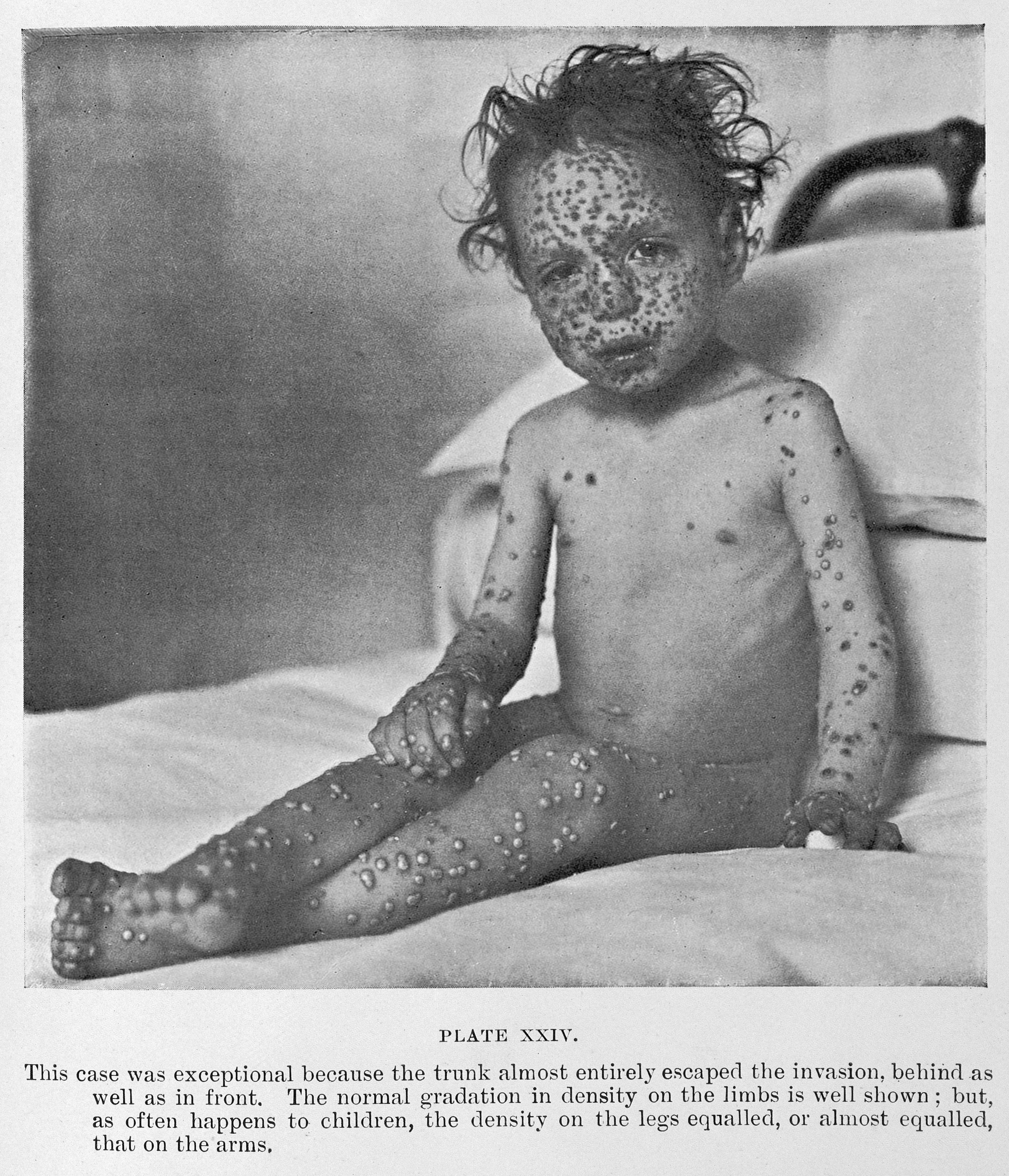
صورة تعود لحوالي عام 1908 لطفل مصاب بعدوى بفيروس الجدري

كان الجدري مرضًا معديًا يسببه فيروس فاريولا (فيروس الجدري). أدت الإصابة بالمرض إلى مقتل ما يقدر بنحو 400,000 أوروبي سنويًا خلال السنوات الأخيرة من القرن الثامن عشر. خلال القرن العشرين، قُدّر أن الجدري كان مسؤولًا عما يقارب 300-500 مليون وفاة. وفي مطلع خمسينيات القرن العشرين، وقعت ما يقدر بـ 50 مليون حالة إصابة بالجدري حول العالم سنويًا. وبعد إطلاق حملات التلقيح الناجحة بين القرنين التاسع عشر والعشرين، وثّقت منظمة الصحة العالمية استئصال الجدري في ديسمبر عام 1979. حتى اليوم الحالي، يُعد الجدري المرض البشري المعدي الوحيد المستأصَل بشكل كامل، وأحد فيروسين معديين وحيدين مستأصلين إلى جانب طاعون البقر.

### الحصبة
تاريخيًا، انتشرت الحصبة حول العالم بكونها تمثل مرضًا معديًا إلى حد كبير. وفقًا لبرنامج الولايات المتحدة الوطني للتمنيع، أصيب 90% من العالم بالحصبة قبل بلوغهم 15 سنة. قبل تقديم اللقاح في عام 1963، كان هناك ما يقدر بنحو 3 إلى 4 ملايين حالة إصابة في الولايات المتحدة سنويًا. أدت الحصبة إلى وفاة حول 200 مليون شخص حول العالم خلال السنوات الـ 150 الأخيرة. في عام 2000 وحده، سجلت 777,000 حالة وفاة بالحصبة عالميًا من أصل 40 مليون حالة.
تُعد الحصبة مرضًا بلاديًا، ما يعني أنه كان موجودًا بشكل مستمر وأنه كان متفشيًا في المجتمع، وقد طور العديد من الأشخاص مناعة تجاهه. في المجتمعات التي لم تتعرض للحصبة، يكون التعرض لمرض جديد (بشكل غير مسبوق) منهكًا. في عام 1529، أدى تفشي الحصبة في كوبا إلى وفاة ثلثي السكان المحليين ممن تخطوا جائحة الجدري. دمّرت الحصبة كلًّا من المكسيك وأمريكا الوسطى وحضارة الإنكا.

### السل

عام 2007، كان معدل انتشار السل لكل 100,000 شخص بأعلى مستوياته في بلدان أفريقيا جنوب الصحراء، وارتفع في البلدان الآسيوية كما في الهند.

أصيب ربع عدد سكان العالم الحالي بالمتفطرة السلية، واستمرت إصابات جديدة بالحدوث بمعدّل إصابة في الثانية. ستتطور ما يقارب 5 إلى 10% من هذه حالات العدوى الكامنة إلى مرض فعال، ما يؤدي إلى مقتل أكثر من نصف ضحايا هذا المرض في حال لم يُعالج. سنويًا، يصاب 8 ملايين شخص بالسل، ويموت مليوني شخص من تفشي المرض. في القرن التاسع عشر، أدت الإصابة بالحصبة إلى مقتل ما يقارب ربع السكان البالغين في أوروبا، ومع حلول عام 1918، قدرت حالة من أصل تسع وفيات في فرنسا جراء الإصابة بالسل. خلال القرن العشرين، أدى السل إلى مقتل 100 مليون شخص تقريبًا. يُعد السل حتى اليوم أحد أهم المشاكل الصحية في العالم المتطور.

### الجذام
الجذام، المعروف أيضًا باسم مرض هانسن، تسببه جرثومة عصوية تسمى المتفطرة الجذامية. يعَد الجذام مرضًا مزمنًا بفترة حضانة تقارب الخمس سنوات. منذ عام 1985، شُفي 15 مليون شخص حول العالم من المرض.
تاريخيًا، أصاب الجذام الناس منذ عام 600 قبل الميلاد. بدأ تفشي الجذام بالحدوث في أوروبا الغربية عام 1000 بعد الميلاد. ظهرت العديد من مستشفيات الجذام في العصور الوسطى، قدر ماثيو باريس أنه في بدايات القرن الثالث عشر، كان هناك ما يقارب 19,000 حالة إصابة حول أوروبا.

### الملاريا

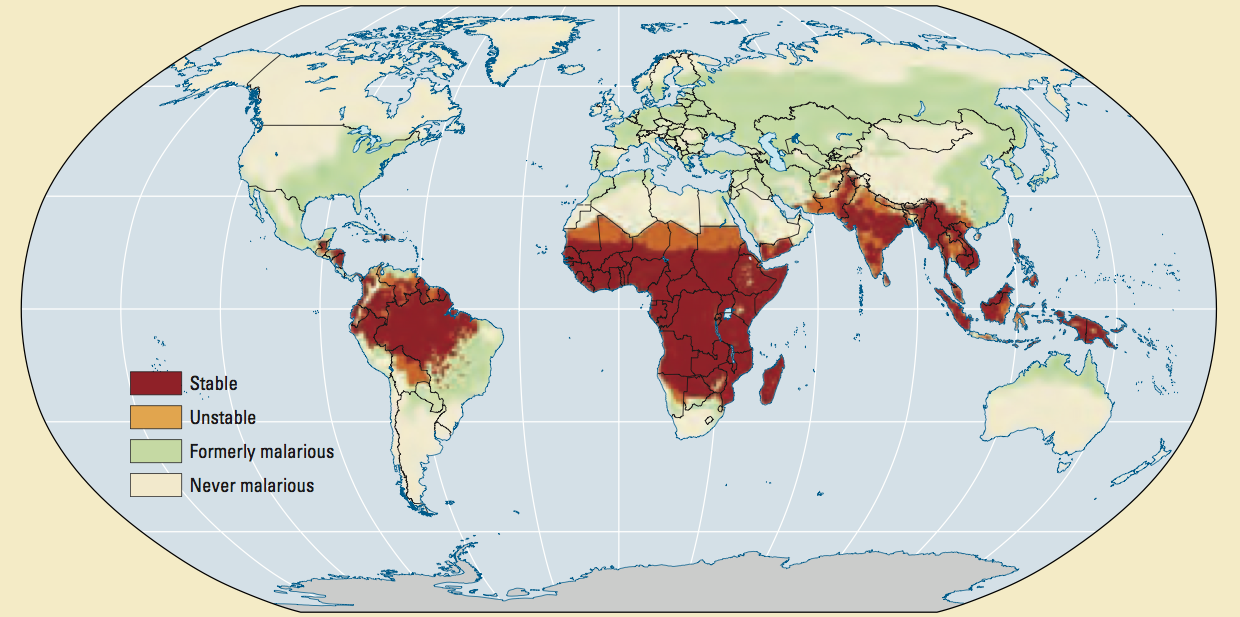
انتشار الملاريا في الماضي والحاضر (2009)

تنتشر الملاريا في المناطق الاستوائية وتحت الاستوائية، بما في ذلك أجزاء من الأمريكتين وآسيا وأفريقيا. سنويًا، هناك ما يقارب 350 إلى 500 مليون حالة إصابة بالملاريا. تشكّل المقاومة المتطورة تجاه الأدوية مشكلةً متفاقمة في علاج المرض في القرن الحادي والعشرين، وهي شائعة حاليًا ضد جميع الزمر الدوائية المضادة للملاريا، باستثناء دواء أرتيميسينين.
كان مرض الملاريا شائعًا في أغلب أوروبا وأمريكا الشمالية، بينما لا توجد حالات إصابة فيهما حاليًا. يمكن أن الملاريا قد ساهمت في انهيار الإمبراطورية الرومانية. أصبح هذا المرض معروفًا بالحمى الرومانية. أصبحت المتصورة المنجلية تهديدًا حقيقيًا لجميع المستعمرين والسكان الأصليين على حد سواء حين ظهرت في الأمريكتين مع ظهور تجارة العبيد. أنهكت الملاريا مستعمرة جيمستاون وخربت بشكل منتظم جنوب الولايات المتحدة ومنطقة الغرب الأوسط. ومع حلول عام 1830، وصلت إلى منطقة إقليم الشمال الغربي الهادئ. خلال الحرب الأهلية الأمريكية، كان هناك ما يقارب 1.2 مليون حالة إصابة بالملاريا بين جنود كلا الطرفين. استمرت الإصابة في الولايات المتحدة بملايين الحالات حتى ثلاثينيات القرن الماضي.

### الحمى الصفراء
شكلت الحمى الصفراء مصدرًا للعديد من الجوائح المدمرة. أصيبت مدن تقع بعيدًا عن خط الاستواء إلى الشمال مثل نيويورك وفيلادلفيا وبوسطن بالجوائح. وقعت في عام 1793 إحدى أكبر جوائح الولايات المتحدة تاريخيًا وأدت إلى مقتل ما يقارب 5,000 شخص في فيلاديلفيا يمثلون 10% من سكانها. هرب نصف سكان فيلاديلفيا بمن فيهم الرئيس جورج واشنطن. في العصور الاستعمارية، أصبح غرب أفريقيا معروفًا بـ «مقبرة الرجال البيض» بسبب إصابات الملاريا والحمى الصفراء.

## مخاوف حيال وقوع جوائح مستقبلية

### مقاومة المضادات الحيوية
قد تساهم العضويات الحية المقاومة للمضادات الحيوية التي تُعرف أحيانًا باسم «الجراثيم الخارقة» في إعادة ظهور الأمراض التي تُعد حاليًا تحت السيطرة. على سبيل المثال، تبقى حالات السل المقاومة لخطوط العلاج الفعالية تقليديًا، تبقى مصدر قلق معتبر بالنسبة لخبراء الصحة. سنويًا، يُقدر وقوع ما يقارب نصف مليون حالة سل مقاومة للعديد من المضادات الحيوية حول العالم. تملك كل من الصين والهند المعدلات الأعلى بالسل المقاوم للمضادات الحيوية المتعددة، أفادت منظمة الصحة العالمية أن ما يقارب 50 مليون شخص حول العالم مصابين بالسل المقاوم للعديد من المضادات الحيوية، و79% من هذه الحالات مقاومة لثلاثة أو أكثر من المضادات الحيوية. في عام 2005، وّثقت 124 حالة إصابة في الولايات المتحدة.
اكتشفت حالات من مرض السل الشديد المقاوم للعقاقير في أفريقيا عام 2006، ووجد أنها تتمدد إلى 49 دولة أخرى، بما فيها الولايات المتحدة. هناك ما يقارب 40,000 حالة جديدة من الإصابة بمرض السل الشديد المقاوم للعقاقير سنويًا بحسب تقديرات منظمة الصحة العالمية.
خلال العشرين السنة الأخيرة، طوّرت جراثيم شائعة مثل المكورات العنقودية الذهبية والسيراتية الذابلة والمكورات المعوية، مقاومة تجاه العديد من المضادات الحيوية مثل الفاكومايسين، بالإضافة إلى جميع زمر المضادات الحيوية الأخرى مثل الأمينوغليكوزيدات والسيفالوسبورينات. أصبحت العضويات المقاومة للمضادات الحيوية سببًا مهمًا لعدوى المستشفيات. علاوة على ذلك، أصبحت أشكال العدوى المسببة بالسلالات المكتسبة في المجتمع -مثل المكورات العنقودية الذهبية المقاومة للميثيسيلين- أكثر حدوثًا في السنوات الأخيرة.

### الحمى النزفية الفيروسية
تُعد الحمى النزفية الفيروسية مثل مرض فيروس الإيبولا وحمى لاسا وحمى الوادي المتصدع ومرض فيروس ماربورغ بالإضافة إلى الحمى البوليفية النزفية، تُعد أمراضًا معدية وقاتلة للغاية، مع احتمال أن تصبح جائحية. تُعد قدرتها محدودة على التفشي والانتشار بشكل كافٍ لتتسبب بحدوث جائحة، إلا أن انتقال هذه الفيروسات يتطلب الاتصال المباشر مع الحامل المعدي، ويملك حامل المرض فترة صغيرة تفصله عن الموت أو المرض الشديد. علاوة على ذلك، تتيح المدة الزمنية القصيرة -بين أن يصبح الحامل معديًا وبداية ظهور الأعراض- للخبراء الطبيين إمكانية حجر الحامل بشكل سريع، ومنعه نقل العامل الممرض إلى شخص أخر. يمكن أن تحدث طفرات وراثية، ما قد تفاقم قدرتها على نشر الضرر، لذا تجب المراقبة المباشرة من قبل اختصاصيي الأمراض المتفشية.[بحاجة لمصدر]

### فيروسات الكورونا
تُعد فيروسات الكورونا عائلة كبيرة من الفيروسات (CoV) التي تسبب المرض الذي يتراوح بين نزلة البرد الشائعة إلى أمراض أكثر خطورة مثل متلازمة الشرق الأوسط التنفسية (MERS-CoV) والمتلازمة التنفسية الحادة الوخيمة (SARS-CoV). تسبب سلالة جديدة من فيروسات الكورونا (SARS-CoV-2) مرض فيروس كورونا 2019.
تكون بعض الأمراض المسببة بفيروسات الكورونا حيوانية المنشأ، ما يعني أنها تنتقل بين الحيوانات والبشر. وجدت التحريات التفصيلية أن فيروس SARS-CoV قد انتقل من قطط السيفيت إلى البشر، وأن فيروس MERS-CoV يتنقل من الإبل العربي إلى البشر. تدور معظم فيروسات الكورونا بين الحيوانات التي لم تصب البشر بعد. تشمل علامات الإصابة الأعراض التنفسية والحمى والسعال وقصر النفس وصعوبات في التنفس. في الحالات الأكثر شدة، يمكن للعدوى أن تسبب ذات رئة ومتلازمة تنفسية حادة وفشل كلوي وحتى الموت. تتضمن التوصيات المعيارية لمنع تفشي العدوى غسل اليدين بشكل منتظم وتغطية الفم والأنف عند السعال والعطاس وطهي اللحوم والبيض بشكل جيد وتجنب الاتصال المباشر مع أي حامل لأعراض مرض تنفسي مثل السعال والعطاس.

#### المتلازمة التنفسية الحادة الوخيمة
في عام 2003، كان الطبيب الإيطالي كارلو أورباني (1956-2003) أول من عرّف المتلازمة التنفسية الحادة الوخيمة (السارس) بأنه مرض جديد معدٍ على نحو خطير، على الرغم من أنه التقط العدوى وتوفي بسببها. تحدث المتلازمة التنفسية الحادة الوخيمة إثر الإصابة بفيروس كورونا المسمى بفيروس كورونا المرتبط بالمتلازمة التنفسية الحادة الشديدة النوع 1 (SARS-CoV). ساعدت الإجراءات السريعة التي اتخذتها السلطات العالمية والمحلية مثل منظمة الصحة العالمية في إبطاء انتقال وفي نهاية الأمر كسر سلسلة انتقاله، الأمر الذي انتهى بتحديد الجائحة محليًا قبل أن تتفشى. من ناحية أخرى، لم يُستأصل المرض، لذا قد يتكرر حدوثه. سمح ذلك بمراقبة والإبلاغ عن الحالات المشكوك بها من ذات الرئة غير الاعتيادية.

### الإنفلونزا
تُعد الطيور المائية البرية المضيف الطبيعي لعدد من فيروسات الإنفلونزا أ. من حين لآخر، تنتقل الفيروسات من هذه الأنواع إلى أنواع أخرى، وحينها بإمكانها أن تسبب التفشي بين الدواجن المنزلية ونادرًا البشر.

#### إتش 5 إن 1 (إنفلونزا الطيور)
في فبراير عام 2004، تم تقصي فيروس إنفلونزا الطيور بين الطيور في فيتنام، ما زاد الخوف في ظهور سلالات متعددة جديدة. من المخيف أن فيروس إنفلونزا الطيور إلى جانب فيروس إنفلونزا البشر (الذي يصيب البشر أو الطيور) -الذي يشكل تحت النوع الجديد- بإمكانه أنه يكون مميتًا ومعديًا بشكل كبير بالنسبة للبشر. يمكن لمثل النوع الفرعي هذا أن يسبب جائحة إنفلونزا عالمية، مماثلة للإنفلونزا الإسبانية، أو أن يكون مماثلًا للجائحات الأقل مواتة مثل الإنفلونزا الآسيوية وإنفلونزا هونغ كونغ.
انتشرت بين أكتوبر عام 2004 وفبراير عام 2005، ما يقارب 3,700 عدة اختبار عائدة إلى فيروس الإنفلونزا الآسيوية لعام 1975 بالخطأ، انتشرت حول العالم انطلاقًا من مخبر في الولايات المتحدة.
في مايو عام 2005، دعا العلماء بشكل مستعجل الأمم أن يكونوا على استعداد من جائحة إنفلونزا عالمية بإمكانها أن تقضي على 20% من سكان العالم.
في أكتوبر عام 2005، حُدّدت حالة إنفلونزا طيور (من سلالة إتش 5 إن 1 المميتة) في تركيا. قال مفوض الصحة في الاتحاد الأوروبي ماركوس كبيريانو: «لقد تلقينا تأكيدًا جديدًا أن الفيروس الذي ظهر في تركيا هو من سلالة فيروسات إتش 5 إن 1 المسبب لإنفلونزا الطيور. وُجدت علاقة مباشرة مع الفيروسات في كل من روسيا ومنغوليا والصين». وحددت أيضًا حالات من إنفلونزا الطيور بعد مدّة قصيرة في رومانيا ومن ثم اليونان. ووجدت أيضًا حالات محتملة من الفيروس في كرواتيا وبلغاريا والمملكة المتحدة.
مع حلول نوفمبر لعام 2007، أُكّد عدد كبير من حالات الإصابة بسلالة فيروس إتش 5 إن 1 حول أوروبا. إلا أنه مع نهاية أكتوبر لنفس العام، لم يمت إلا 59 حالة نتيجة للإصابة، وهو أمر لم يكن اعتيادًا بالمقارنة مع جائحات الإنفلونزا السابقة.
لا يمكن حتى الآن تصنيف إنفلونزا الطيور على أنها جائحة، لأنه من غير الممكن بعْد للفيروس أن يبقى وينتقل من إنسان إلى أخر بشكل فعال. عُرفت الحالات حتى الآن بانتقالها من الطيور إلى البشر، ومع حلول ديسمبر عام 2006، كان هناك حالات قليلة جدًا (إن وجدت) انتقل فيها الفيروس من إنسان إلى إنسان. تشرع فيروسات الإنفلونزا العادية العدوى من خلال ارتباطها بمستقبلات في الحلق والرئتين، إلا أن فيروس إنفلونزا الطيور يمكنه الارتباط فقط بمستقبلات تقع في عمق الرئتين عند البشر، الأمر الذي يتطلب اتصالًا قريبًا ومطولًا مع المصاب، ما يعني محدودية انتقال الفيروس من إنسان إلى إنسان.

### فيروس زيكا
بدأ انتشار فيروس زيكا عام 2015، واشتد بشكل كبير في مطلع عام 2016، مع إصابة ما يقارب 1.5 مليون حالة في عشرات البلدان في الأمريكتين. حذرت منظمة الصحة العالمية من قدرة فيروس زيكا على أن يصبح جائحة عالمية سريعة الانفجار أو التفشي إن لم يُسيطر عليه.

## العواقب الاقتصادية
في عام 2016، قدّر مجلس هيئة المخاطر الصحية العالمية للمستقبل أن أحداث الأمراض الوبائية قد تكلف الاقتصاد العالمي ما يقارب 6 ترليون دولار في القرن الحادي والعشرين أي ما يقارب 60 مليار دولار سنويًا. أوصى التقرير ذاته إنفاق 4.5 مليار دولار سنويًا على الوقاية العالمية وقدرات التصدي من أجل تقليل الخطر المحتمل بالأحداث الوبائية.

## الحرب البيولوجية
في عام 1346، ووفقًا لروايات غير مدعومة من قبل موسي، أُلقيت جثث محاربي المغول الذين ماتوا إثر الإصابة بالجائحة عن جدران مدينة كافا المحاصرة في شبه جزيرة القرم (المعروفة حاليًا فيودوسيا). عانى الجيش المغولي بقيادة جاني بك من المرض، وبعد حصار طويل، قاموا بقذف الجثث المصابة بالمنجنيق عن جدران المدينة بغاية نقل العدوى إلى السكان. ظهر اعتقاد أو تكهّن أن هذه العملية هي التي أدت إلى الموت الأسود في أوروبا. من ناحية أخرى، اعتقد المؤرخون أن الأمر قد يستغرق وقتًا طويلًا حتى تصبح هذه الجثث معدية.
أُنهك السكان الأصليون في أمريكا بعد اتصالهم بالعالم القديم إثر دخول العديد من الأمراض المميتة. ذكر في حالة جيدة التوثيق عن الحرب البيولوجية بالجراثيم التي تورط فيها الآمر البريطاني جيفري أمهيرست والضابط البريطاني السويسري الكولونيل هنري بوكيه -في مراسلاتهم- مقترحًا وموافقة على إعطاء أغطية ملوثة بفيروس الجدري للسكان الأصليين بغاية «استئصال هذا العرق اللعين». خلال حصار حصن بيت في أواخر الحرب الفرنسية والهندية، كما ذكر في مذكرات تاجر المتفرقات وكابتن الميليشيا ويليام ترينت في 24 يونيو عام 1763، التقى كبار شخصيات قبيلة ديلاوير مع ضباط حصن بيت وحذّروهم من مجيء عدد كبير من الهنود لمهاجمة الحصن وطالبوهم بمغادرة الحصن فيما تبقى لديهم من الوقت. رفض قائد الحصن المغادرة. وبدلًا من ذلك، أهدى البريطانيون غطاءين –مأخوذين من مشفى الجدري- أحدهما مصنوع من الحرير والآخر من الكتان، لاثنين من كبار شخصيات قبيلة ديلاوير الهندية. التقوا لاحقًا بالزعيمين الهنديين فلم يبدُ أنهم قد تلقوا العدوى بالجدري، إلا أنه في بداية ربيع هذا العام، بدأت موجة خفيفة من الجدري بالانتشار، مع مئات القتلى من صفوف القبائل الأمريكية الأصلية في وادي أوهايو ومنطقة البحيرات العظمى خلال عام 1763 و1764.
بقيت فعالية هذه الحرب البيولوجية مجهولة، والطريقة المستخدمة غير مجدية بالمقارنة مع الأمراض التنفسية، وكانت محاولات نقل هذه الأمراض صعبة التمييز عن الأوبئة التي تحدث بسبب الاتصال السابق مع المستعمرين، فقد كان يتفشى الجدري مرة كل عشرات السنين. من ناحية أخرى، اعتقد المؤرخ فرانسيس جينينغز أن محاولة بدء حرب بيولوجية كانت «فعالة بشكل لا جدل فيه في حصن بيت».
خلال الحرب اليابانية الصينية التي استمرت بين عامي 1937 و1945، ارتكبت الوحدة 731 من جيش اليابان الإمبراطوري تجارب على آلاف البشر أغلبهم صينيون. في المخيمات الحربية، استخدم الجيش أسلحة حيوية على الجنود الصينيين والمدنيين. ألقيت براغيث الطاعون والملابس واللوازم الملوثة المحشوة في قنابل وأُلقيت على أهداف متعددة. قُدّرت ضحايا الكوليرا والجمرة الخبيثة والطاعون الناتجة بما يقارب 400,000 مدني صيني.
تضمنت الأمراض التي اعتبرت أو استخدمت لتكون سلاحًا حيويًا: الجمرة الخبيثة والإيبولا وفيروس ماربورغ والطاعون والكوليرا والتيفوس وحمى الجبال الصخرية المبقعة وداء توليري وداء البروسيلات وحمى كيو والحمى البوليفية النزفية وحمى الصحراء والرعام والراعوم والشيغيلا وداء المتدثرات الطيري والتهاب الدماغ الياباني وحمى الوادي المتصدع والحمى الصفراء والجدري.
أُلقيت خطأً بذور من الجمرة الخبيثة المخصصة كسلاح حيوي، من المنشأة الحربية بالقرب من المدينة السوفييتية المغلقة سفردلوفسك عام 1979. يدعى تشرب الجمرة الخبيثة في سفردلوفسك أحيانًا «حادثة تشيرنوبل البيولوجية». في يناير عام 2009، وبحسب ما ذكر فقد قضى الطاعون على معسكر تدريب لتنظيم القاعدة الإرهابي في الجزائر، قاتلًا ما يقارب 40 متطرفًا إسلاميًا. قال بعض الخبراء إن هذه المجموعة كانت تطور أسلحة بيولوجية، إلا أن وزارة الصحة الجزائرية بعد أيام تلت نفت هذه الإشاعة بإفادتها «أن ليس هناك حالات إصابة بالطاعون بأي شكل من أشكاله في أي منطقة من الجزائر بحسب التقارير منذ عام 2003».

## في الثقافة الشعبية
ظهرت الجوائح في عدد من الأعمال الخيالية، وهو استخدام شائع في أفلام الكوارث، حيث توجب على الأبطال تجنب أثر الجائحة على سبيل المثال الزومبي.
الأدب

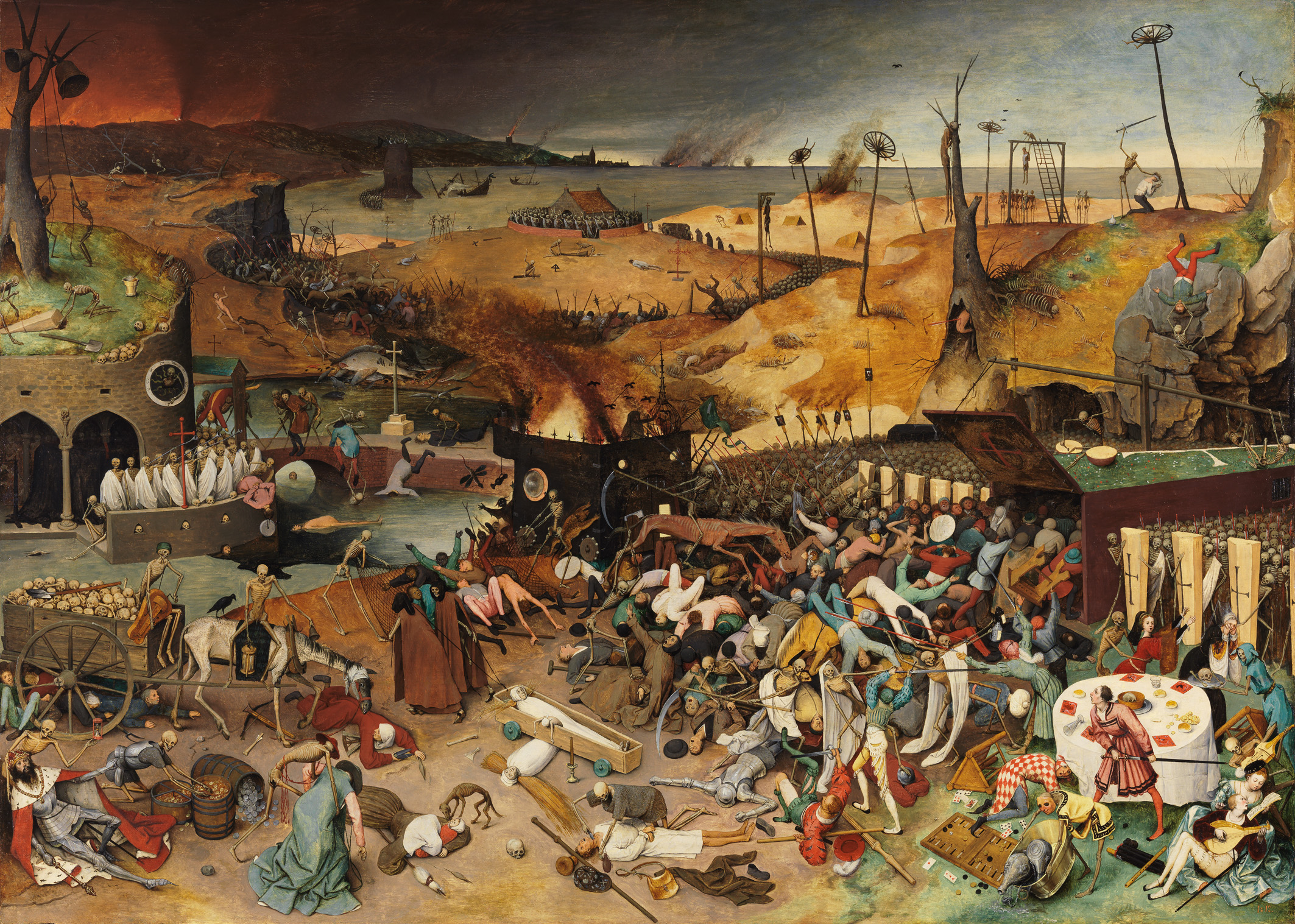
يعكس كتاب بيتر بروغل «انتصار الموت» (نحو سنة 1562) الاضطراب الاجتماعي والرعب الذي عقب الطاعون الذي دمر أوروبا في العصور الوسطى.

- ديكاميرون: كتاب من القرن الرابع عشر للمؤلف الإيطالي جيوفاني بوكاتشيو، حوالي عام 1353.
- الرجل الأخير: رواية للمؤلفة ماري شيلي، عام 1826.
- حصان شاحب: راكب شاحب، رواية قصيرة للمؤلفة كاثرين آن بوتر، عام 1939.
- الطاعون: رواية للمؤلف ألبير كامو، عام 1947.
- بقاء الأرض، رواية للمؤلف جورج ستيوارت، عام 1949.
- أنا أسطورة: رواية خيال علمي/ رعب للكاتب الأمريكي ريتشارد ماثيسون.
- سلالة أندروميدا: رواية خيال علمي للمؤلف مايكل كرايتون، عام 1969.
- الكندي الأخير: رواية للمؤلف ويليام س. هاين، عام 1974.
- الموت الأسود: رواية للمؤلف جوينيث كرافنز، تصف انتشار جائحة ذات الرئة في نيويورك، عام 1977.[141]
- الموقف: رواية للمؤلف ستيفن كينغ، عام 1978.
- واستمرت الفرقة بالعزف: رواية غير خيالية تتناول ظهور واكتشاف جائحة فيروس العوز المناعي البشري/ الإيدز للمؤلف راندي شيلتس، عام 1987.
- كتاب يوم القيامة: رواية سفر عبر الزمن للمؤلف كوني ويليز، عام 1992.
- القرية الأخيرة على الأرض: رواية للمؤلف توماس مولين، عام 2006.
- حرب الزومبي العالمية: رواية للمؤلف ماكس بروكس، عام 2006.
- شركة من الكذابين: للمؤلفة كارين ميتلاند، عام 2008.
- المرور: ثلاثية للمؤلف جاستن كرونين من ضمنها رواية المرور (عام 2010) ورواية الاثنا عشر (عام 2012) ورواية مدينة المرايا (عام 2016).
- المحطة الحادية عشر: رواية للمؤلفة إيميلي سانت جون مانديل، عام 2014.

الأفلام
- الختم السابع: إنتاج سنة 1957، تدور أحداثه خلال فترة الموت الأسود.
- آخر رجل على الأرض: فيلم خيال علمي/ رعب إنتاج سنة 1964، يستند إلى قصة الرواية أنا أسطورة لريتشارد ماثيسون.
- سلالة أندروميدا: فيلم خيال علمي أمريكي إنتاج سنة 1971، يستند إلى رواية مايكل كرايتون.
- رجل الأوميغا: فيلم خيال علمي إنكليزي إنتاج سنة 1971، يستند إلى رواية أنا أسطورة لريتشارد ماثيسون.
- واستمرت الفرقة بالعزف: فيلم عام من إنتاج إتش بي أو سنة 1993، يتناول ظهور جائحة فيروس العوز المناعي المكتسب/ الإيدز، بالاستناد إلى رواية راندي شيلتس عام 1987.
- الموقف: فيلم إنتاج عام 1994، مأخوذ عن رواية ستيفن كينغ.
- الفارس على السطح: إنتاج عام 1995، فيلم فرنسي يتناول انتشار جائحة الكوليرا عام 1832.
- 12 قردًا: إنتاج عام 1995، تدور أحداثه في عالم المستقبل الذي دمره فيروس من صنع الإنسان.
- الانتشار: إنتاج عام 1995، فيلم خيالي يركز على انتشار فيروس مشابه للإيبولا في زائير ولاحقًا في بلدة صغيرة في كاليفورنيا.
- الجدري 2002: فيلم وثائقي خيالي إنتاج الـ BBC سنة 2002.
- بعد 28 يومًا: فيلم خيالي مرعب إنتاج سنة 2002، يتناول انتشار فيروس غازٍ أدى إلى تدمير الأراضي البريطانية.
- الأمس: إنتاج عام 2004، فيلم يتناول الجوانب الاجتماعية لأزمة فيروس الإيدز في أفريقيا.
- يوم النهاية: إنتاج سنة 2005، فيلم وثائقي خيالي من إنتاج BBC.
- أنا أسطورة: فيلم أكشن/ إثارة تالي لنهاية العالم إنتاج سنة 2007، بطولة ويل سميث بالاستناد إلى رواية ريتشارد ماثيسون.
- بعد 28 أسبوعًا: إنتاج سنة 2007، الجزء الثاني لفيلم بعد مرور 28 يوم، انتهى بانتشار عدوى واضحة إلى الأراضي الأوروبية.
- الحدث: فيلم خيال تشويقي إنتاج عام 2008، عن وباء مسبب بذيفان عصبي مجهول يحفز الميول الانتحارية عن البشر بغاية تقليل الكثافة السكانية واستعادة التوازن الطبيعي.
- يوم القيامة: إنتاج عام 2008، يتناول حجر اسكتلندا صحيًا إثر إصابتها بوباء.
- الموت الأسود: فيلم أكشن/ رعب إنتاج عام 2010، تدور أحداثه خلال فترة أول انتشار للطاعون الدبلي في إنجلترا.
- بعد أرمجدون: إنتاج سنة 2010 فيلم أكشن/ رعب تدور أحداثه خلال زمن أول انتشار للطاعون الدبلي في إنجلترا.
- عدوى: فيلم إثارة أمريكي إنتاج سنة 2011، يركز على التهديد الذي يشكله مرض مميت، وتعاقد مركز السيطرة على الأمراض والوقاية منها (CDC) مع فريق دولي من الأطباء للتعامل مع تفشي المرض.
- كيف تنجو من طاعون: فيلم وثائقي إنتاج سنة 2012، يتحدث عن السنوات الأولى من تفشي مرض عوز المناعة المكتسبة/ الإيدز.
- حرب الزومبي العالمية: فيلم أكشن/ رعب أمريكي إنتاج سنة 2013، من أفلام نهاية العالم، يستند إلى رواية ماكس بروكس التي تحمل العنوان ذاته.
- القلب العادي: إنتاج سنة 2014، يصور الفيلم تصاعد أزمة فيروس عوز المناعة المكتسبة / الإيدز في مدينة نيويورك بين عامي 1981 و1984.

البرامج التلفزيونية
- الإنفلونزا الإسبانية: المنسيون المنهارون، إنتاج سنة 2009، دراما تلفزيونية.
- هيليكس: إنتاج سنة 2014-2015، مسلسل تلفزيوني يصور فريقًا من علماء مركز السيطرة على الأمراض والوقاية منها (CDC) يكلفون بمنع تفشي الجوائح.
- آخر رجل على الأرض: إنتاج سنة (2015-2018)، مسلسل تلفزيوني عن مجموعة من الناجين بعد قضاء جائحة على معظم أشكال الحياة على وجه الأرض.
- 12 قردًا: برنامج أُنتج بين عامي 2015 و2018، يصور جيمس كول، مسافر عبر الزمن أتى من عام 2043 إلى يومنا هذا بهدف وقف إطلاق فيروس قاتل.
- الناجون: إنتاج سنة 2008، من سلسلة برامج BBC، يستند إلى كتاب تيري نيشن، الذي صدر بعد المسلسل، بدلًا من إعادة سرد المسلسل الأصلي.
- القطار الأخير: إنتاج سنة 1999، تأليف ماثيو غراهام.
- عالم دون نهاية: إنتاج سنة 2012، يؤرخ تجارب مدينة كينغسبريدج الإنجليزية في العصور الوسطى خلال اندلاع الموت الأسود، استنادًا إلى رواية كين فوليت التي أصدرت عام 2007 بنفس الاسم.
- المنطقة الساخنة: إنتاج سنة 2019، برنامج تلفزيوني يستند إلى الرواية غير الخيالية التي تحمل الاسم ذاته تأليف ريتشارد بريستون سنة 1994.
- الجائحة: كيف توقف انتشارها، من مسلسلات نتفليكس الوثائقية، إنتاج عام 2020.
- الموتى السائرون: (من سنة 2010 حتى الآن)، يظهر فيروس يقتل الناس ثم يعيد إحياءهم بتحويلهم إلى زومبي. ستحاول مجموعة أتلانتا البقاء على قيد الحياة في هذا العالم الجديد بعد نهاية العالم.

الألعاب
- ريزدنت إيفل: سلسلة أُنتجت بين عامي 1996 و2020، تركز على انتشار جائحة الفيروس تي، وظهور الزومبي ضمن فعل الإرهاب الحيوي. تطورت الألعاب لاحقًا فركّزت على الطفيليات والأسلحة الحيوية.
- دوس إكس: جائحة عالمية معروفة باسم الموت الرمادي تصيب العالم، أنشأتها منظمة الماجيستك 12 بغاية تقليل الكثافة السكانية وجلب نظام عالمي جديد.
- بانديمك: إنتاج سنة 2008، لعبة لوح تشاركية يقوم فيها اللاعبون باكتشاف علاجات لأربعة أمراض تفشوا في الوقت ذاته.
- بلايج إنك: إنتاج عام 2012، لعبة على الهاتف المحمول من إنتاج نديميك كرييشنز، الهدف فيها إبادة الجنس البشري بالطاعون.
- ذا لاست أوف أس: إنتاج سنة 2013، لعبة بقاء على قيد الحياة بعد نهاية العالم، تُعلب على البلاي شتيشين 3 و4، من إنتاج شركة نوتي دوغ.
- توم كلانسيز ذا ديفيجن: لعبة فيديو إنتاج سنة 2015، تتناول هجومًا إرهابيًا بيولوجيًا أنهك الولايات المتحدة الأمريكية وقاد نيويورك إلى فوضى سياسية.